# Castelo de Doune

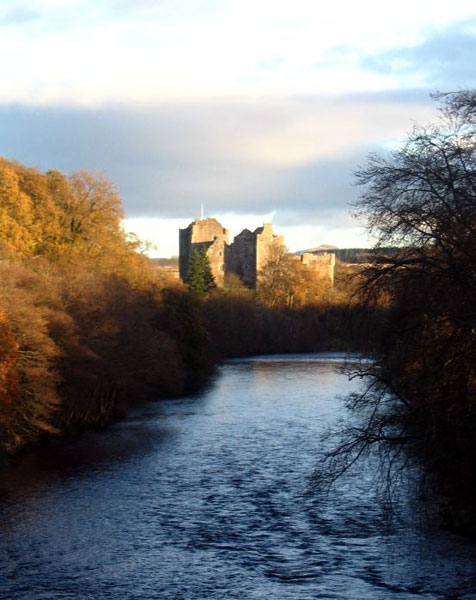
Castelo de Doune, Escócia.

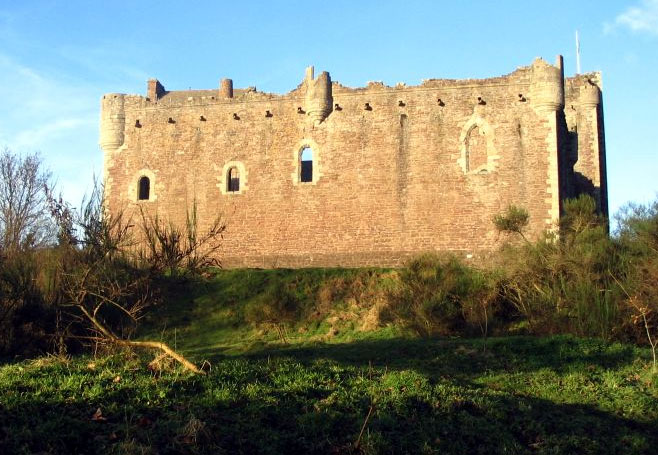
Castelo de Doune: muralha sul.

O Castelo de Doune localiza-se próximo à aldeia de Doune, no distrito de Stirling, na Escócia central.
Encontra-se em posição dominante sobre uma curva do rio Teith, a 13 quilómetros a noroeste de Stirling, onde o Teith deságua no rio Forth. Também a 13 quilómetros, a noroeste, encontra-se a cidade de Callander, à margem do caminho para as Highlands escocesas. Próximo a si, erguem-se outros castelos como o de Blair Drummond (que pode ser avistado durante o Outono e o Inverno com a ausência de folhas nas árvores) e o Castelo de Stirling, um pouco mais distante.

## História
Foi erguido ao final do século XIV por iniciativa de Roberto Stuart, duque de Albany (1340-1420), filho de Roberto II da Escócia, e regente da Escócia de 1388 até à sua morte.
A propriedade passou para a Coroa em 1425, quando o filho do duque foi executado.
Ao final do século XVI, a propriedade passou para os condes de Moray.
Em meados do século XVII, no contexto da Guerra dos Três Reinos, e na passagem do século XVII para o XVIII, durante os Levantes Jacobitas, sofreu ação militar, vindo a ser destruído em 1800.
Foi restaurado na década de 1880, tendo passado para a esfera do Estado no século XX.
Encontra-se classificado na categoria "B" do "listed building" desde 24 de novembro de 1972.
Atualmente é mantido pela Historic Scotland.
O castelo serviu de locação para o filme Monty Python and the Holy Grail.

## Características
Foi concebido como um pátio cercado por edificações. Estas incluem uma grande torre defendendo a entrada, onde se encontram os quartos do senhor e da sua família, e uma torre separando os quartos de hóspedes e cozinha, ligados por um extenso corredor. As pedras são quase todas originais do final do século XIV, com pequenas reparações efetuadas na década de 1580.
A restauração da década de 1880 refez os telhados de madeira e pisos internos, bem como a decoração do interior.